# 須藤鐘一
須藤 鐘一（すどう しょういち、1886年2月1日 - 1956年3月9日）は、日本の小説家。

## 経歴
島根県能義郡比田村（現安来市）出身。本名は荘一、号ははじめ寒泉、揺曳などを用いた。米子中学校卒業後、地方新聞社に勤務ののち上京、1910年早稲田大学文学部英文科卒。報知新聞記者ののち、1913年博文館に入り、『淑女画報』の編集主任を長く務める。
1918年中村星湖の紹介で「白鼠を飼ふ」を発表し文壇に登場。1926年から『文芸道』を主宰した。三越編集長、日本大学藝術科講師などを務めた。

## 著書
- 『恋の果 家庭小説』須藤寒泉 大学館 1907
- 『石童丸』須藤揺曳 (荘一) 精華堂 1911
- 『傷める花片』新潮社 1919
- 『愛憎』博文館 1920
- 『写真機を携へて 探勝行脚』三徳社 1921
- 『勝敗 他三篇』新潮社 新進作家叢書 1921
- 『人間哀史 第1部』三徳社 1922
- 『女の顔 小説』白揚社 1926
- 『神に通ずる心 随筆』良書刊行会ほか 1926
- 『女難懺悔 怪奇小説』白揚社 1926　本の友社、1998
- 『恋知る頃』啓発社 1928
- 『性に目さめる頃』白鳳社 1930
- 『人生の窓』東華書房 1942
- 『島根尊徳岩谷九十老伝』東華書房 1943
- 『結婚の進路』愛育社文化叢書 1947
- 『祭の日 他 須藤鐘一作品集』寺本喜徳編著 島根国語国文会 郷土文学復刻シリーズ 1993

## 翻訳・再話
- 尾崎紅葉『金色夜叉』原作『宮と貫一 手紙小説』須藤寒泉 (荘一)  福岡書店 1912
- エクトル・マロ『家なき少女』春秋社 家庭文学名著選　1925
- セギュール『驢馬日記 附・少年と犬』平凡社 世界家庭文学全集 1931

## 注
1. ↑  『日本近代文学大事典』講談社、1984